# Boris Jakowlewitsch Kogan
Boris Jakowlewitsch Kogan (russisch Борис Яковлевич Коган; * 8. Oktober 1914 in Kischinjow; † April 2012) war ein sowjetisch-US-amerikanischer Physiker.
Er studierte die Fächer der Naturwissenschaften und erhielt seine Diplome im Jahre 1938 am Elektrotechnischen  Institut in Charkiw. Von 1940 bis 1981 arbeitete er im Institut für Steuerungstechnik in Moskau. Dort baute er das erste Laboratorium für Computersimulationen in der Sowjetunion auf. Im Jahre 1945 erlangte er die Promotion über ein Thema der automatischen Steuerung am Institut für Automation und Telemechanik der Akademie der Wissenschaften der UdSSR in Moskau. Im gleichen Jahr wurde er Kandidat der technischen Wissenschaften bei der Akademie der Wissenschaften der UdSSR. Seine Ernennung zum Professor am physikalisch-technischen Institut in Moskau erfolgte im Jahre 1956. Im Jahre 1962 erlangte er eine weitere Promotion zum Doktor der technischen Wissenschaften an der Akademie der Luftstreitkräfte der UdSSR in Moskau im Fach Informatik.
Von 1948 bis 1980 war er auch am Institut für Physik und Ingenieurwesen in Moskau tätig. Als Direktor des Laboratoriums für Computersimulationen wurde er zum Vorsitzenden des Instituts für Rechentechnik und technische Mittel der Automatik ernannt. Weiterhin bekleidete er das Amt des stellvertretenden Vorsitzenden des Nationalen Komitees der UdSSR für Analogrechner und Hybridrechner. Weiterhin gehörte er dem Redaktionskollegium der Zeitschrift Automation und Fernwirktechnik an.
In seinen wissenschaftlichen Arbeiten widmete er sich der Entwicklung von maschinellen Methoden zur Simulation von Systemen der automatischen Regelung. Dabei arbeitete er hauptsächlich an der Theorie und Projektierung von Analog- und Hybridrechnern. Unter seiner Leitung wurde in der Sowjetunion der erste Analogrechner gebaut, worauf eine Serie weiterer Rechner dieses Typs entwickelt wurde. Im Rahmen eines gemeinsamen Projekts mit Jugoslawien wurde das Rechnersystem HRS-100 eines Hybridrechners entwickelt. Für seine Arbeiten auf dem Gebiet der Analogrechner erhielt er im Jahr 1951 den Stalinpreis.
Mit seiner Monografie zur Rechnersimulation und ihrer Anwendung für Aufgaben der automatischen Regelung erhielt er internationale Anerkennung, die sich in Übersetzungen dieser Arbeit in Ungarn, China, Rumänien, Polen und der USA zeigte.
Im Jahre 1987 ging er in die USA an die University of California, Los Angeles, wo er seine wissenschaftliche Tätigkeiten fortsetzte. Sein Schwerpunkt war dort die Erforschung der Mechanismen der Fibrillation des Herzmuskels. Er arbeitete bei der Herausgabe der Zeitschrift Transactions of the Society for Computer Simulation mit und war Mitglied der American Heart Association und der Society for Computer Simulation. Seine Veröffentlichungen umfassen 120 Artikel und zwei Monografien.

## Schriften (Auswahl)
- Electronic analog computers and their application for investigation of automatic control systems, Wright-Patterson Air Force Base, Ohio, USA 1965
- Simulation of nonlinear distributed parameter systems on the connection machine mit Walter J. Karplus und Alex T. Pang, Los Angeles 1989
- The simplified Fitzhugh-Nagumo model with slow recovery properties and 2-D wave propagation et al., Los Angeles, 1990
- Simulation of nonlinear distributed parameter systems on the Connection Machine  et al., in: Simulation, Vol. 55, No. 5, S. 271–280. November 1990
- On the applicability of the Ashour-Hanna numerical algorithm for the investigation of diffusion-reaction equations et al., Los Angeles 1991
- Excitation wave propagation within narrow pathways : geometric configurations facilitating unidirectional block and reentry et al., Los Angeles 1991
- Excitation wave propagation along narrow pathways, unidirectional block and reentry (theoretical study) mit Walter J. Karplus und Brian Stanley Billet, Los Angeles 1991
- The Van Capelle and Durrer model of cardiac action potential generation and 2D propagation : modifications and application to sprial wave propagation--part I mit Walter J. Karplus und Mikhail Karpoukhin, Los Angeles 1994
- Investigation of cardiac cell recovery processes in Luo and Rudy model mit Simon D Shpilfoygel, Los Angeles 1995
- Propagation of electrical excitation in a ring of cardiac cells : a computer simulation study et al., Los Angeles 1996
- The Third-Order Action Potential Model for Computer Simulation of Electrical Wave Propagation in Cardiac Tissue et al., in: Power H. and Hart R. T.,editors, Computer Simulations in Biomedecine, S. 147–154. Computational Mechanics Publications, Southampton Boston, 1995.
- Computer simulation of the Jafri-Winslow action potential model mit Sergey Y. Chernyavskiy, Los Angeles 1998
- Modeling and simulation : theory and practice : a memorial volume for Professor Walter J. Karplus (1927-2001) mit George A. Bekey als Herausgeber, Boston 2003
- Intracellular calcium cycling, early afterdepolarizations, and reentry in simulated long QT syndrome, et al., in: HeartRhytem, Volume 1, Issue 4, S. 441–448 (Oktober 2004)
- Tachycardia-induced early afterdepolarizations: Insights into potential ionic mechanisms from computer simulation et al., in: Computers in Biology and Medicine, Volume 38, Issue 11–12  (November 2008), Seiten: 1140–1151
- Introduction to computational cardiology : mathematical modeling and computer simulation, New York 2010